# FC Bohemia České Budějovice
Futsal club Bohemia České Budějovice byl český futsalový klub z Českých Budějovic. Klub byl založen v roce 1994, zaniká v roce 1999.
Největším úspěchem klubu byla dvouletá účast v nejvyšší soutěži (1997/98 – 1998/99).

## Umístění v jednotlivých sezonách
Zdroj: 
Legenda: Z - zápasy, V - výhry, R - remízy, P - porážky, VG - vstřelené góly, OG - obdržené góly, +/- - rozdíl skóre, B - body, červené podbarvení - sestup, zelené podbarvení - postup, fialové podbarvení - reorganizace, změna skupiny či soutěže
| Česko (1994 – 1999) |                    |        |    |    |   |    |     |     |     |    |       |          |
| Sezóny              | Liga               | Úroveň | Z  | V  | R | P  | VG  | OG  | +/- | B  | P. ZČ | Play-off |
| 1994/95             | 2. celostátní liga | 2      | 26 | 11 | 4 | 11 | 90  | 95  | -5  | 37 | 8.    |          |
| 1995/96             | 2. celostátní liga | 2      | 30 | 11 | 6 | 13 | 130 | 146 | -16 | 39 | 10.   |          |
| 1996/97             | 2. celostátní liga | 2      | 30 | 20 | 2 | 8  | 171 | 118 | +53 | 62 | 3.    |          |
| 1997/98             | 1. celostátní liga | 1      | 30 | 10 | 5 | 15 | 104 | 122 | -18 | 35 | 11.   |          |
| 1998/99             | 1. celostátní liga | 1      | 30 | 4  | 1 | 24 | 87  | 186 | -99 | 13 | 16.   |          |